# Sattelmeier

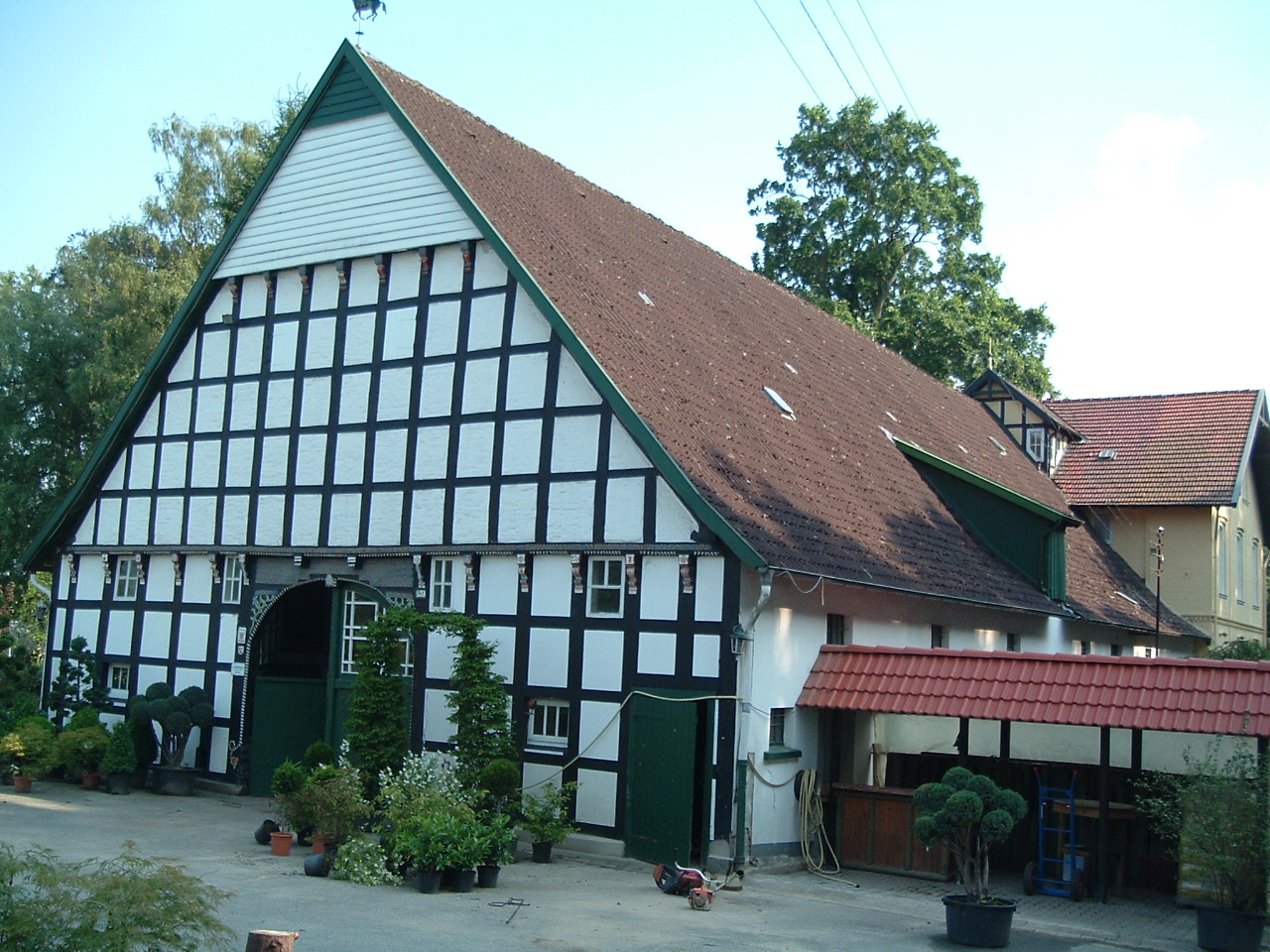
Der Nordhof, einer der Sattelmeierhöfe von Enger

Als Sattelmeier werden die Besitzer der Sattelmeierhöfe im Amt Sparrenberg der ostwestfälischen ehemaligen Grafschaft Ravensberg bezeichnet. Am bekanntesten sind die Sattelmeier der Stadt Enger, da sie der Sage nach auf die Getreuen des Sachsenherzogs Wittekind zurückzuführen seien.

## Begriff
Im Ravensberger Urbar werden 1556 die Besitzer der heute als Sattelmeier bekannten Höfe in und um Enger nicht als solche benannt. Die Bezeichnung Sattelmeier wird erst am Ende des 17. Jahrhunderts im Kataster der Vogtei Enger aufgeführt. – Nach anderen Überlieferungen hatten die Sattelmeier eine besonders herausgehobene soziale Stellung in Mittelalter und Früher Neuzeit, die über ihre ohnehin bedeutende wirtschaftliche und rechtliche Stellung als Großgrundbesitzer hinausging.
Die ursprüngliche Bedeutung der Bezeichnung „Sattelmeier“ ist unklar, jedoch stammen aus dem 17. Jahrhundert Berichte, nach denen die Sattelmeier zur berittenen Verteidigungsbereitschaft Ravensbergs zählten, die ab 1609 durch den Landesherr, zunächst also durch die Grafen von Ravensberg ausgehoben wurde. Seit Mitte des 17. Jahrhunderts wurden die Sattelmeier als bewaffnete Reiter verpflichtet. Sie hatten daher im Spannungsfall samt Reitpferd, Pistole und einem Mann zur Verfügung zu stehen. Auch hatten die dem Landesherren bei Besuch von Enger ein Geleit zu stellen. Seit 1740 konnte diese Dienstpflicht auf Drängen der Sattelmeier in eine Geldabgabe umgewandelt werden. Der Name weist also auf das zu stellende gesattelte Pferd hin.
Ein weiterer Deutungsansatz geht davon aus, dass das Wort Sattelmeier vom sächsischen Wort sadel (Sitz) herrührt. Die Sachsen bzw. die sächsischen Engern besiedelten einst das Gebiet. Sadelhöfe waren daher Stammsitzhöfe oder Ursiedelhöfe (sadeln = siedeln), also der älteste Siedlungskern der Dörfer. Auf diesen Höfen ruhten wahrscheinlich auch einmal die priesterlichen Funktionen in vorchristlicher Zeit. Nach Unterwerfung der Sachsen durch Karl den Großen waren die Höfe vielleicht auch Sitze der fränkische Beamten, die das eroberte Gebiet verwalten und kontrollieren sollten.
Der sagenhaften Überlieferung nach waren die Sattelmeier Mitstreiter Widukinds, dessen Grab in Enger vermutet wird. Die Namensherkunft könnte also auch von ihren gesattelten Streitrössern aus vorkarolingischer Zeit herrühren. Nach Hermann Hartwig tauchen die Sattelmeier jedoch in der Residenzsage erst in einer Beschreibung von 1830 auf und werden in einer früheren Beschreibung 1750 nicht erwähnt. Er vermutet den Zeitpunkt der Entstehung des Sagenkerns im 17. Jahrhundert oder später.

## Sattelmeierhöfe
Enger hatte einst sieben Sattelmeierhöfe, von denen es 2007 noch fünf gab. Sie sind prächtige Denkmäler bäuerlicher Baukunst und gehören zu den größten Höfen im Ravensberger Land.
Es sind im Einzelnen:
- Meyer-Johann in Oldinghausen,
- Ebmeyer in Oldinghausen,
- der Ringsthof (Ringstmeyer),
- der Baringhof (Barmeier) in Westerenger und
- der Nordhof (Nordmeyer) am westlichen Rand des Stadtkerns.

Der Uphof (Upmeier zu Belzen) liegt in Jöllenbeck.
Der Hof Meyer zu Elentrup in Bielefeld (Sieker) gelegen ist ebenfalls ein Sattelmeierhof.
Ein weiterer noch existierender Sattelmeierhof, der Hof Meyer zu Rahden, liegt am Sattelmeierweg im Ortsteil Häger der Stadt Werther (Westf.).

## Begräbniszeremonie
Wie es auch von anderen Meyerhöfen überliefert ist, wurden die Sattelmeier auf besonders ehrenvolle Weise beigesetzt. Stirbt ein Sattelmeier des Kirchspiels Enger oder einer seiner nahen Verwandten, so wird dies durch Glockenläuten zur „Königsstunde“ von 12 bis 13 Uhr in der Grabkirche Widukinds in Enger verkündet. Der Leichnam wird in besonderer Weise auf der Deele aufgebahrt. Währenddessen schaut das nun herrenlose Sattelpferd durch die geöffnete Deelentür auf den Sarg des Verstorbenen. Der Sarg wird durch Stroh auf einem Leiterwagen verspannt und von sechs Pferden zur Widukindkirche gezogen. Die sechs bis acht auf dem Leiterwagen sitzenden weiblichen Verwandten werden Hökenfrauen genannt, weil sie Höken (Trauertrachten für Frauen) trugen. Dem Wagen folgte das Sattelpferd, erst danach der Trauerzug. In der Widukindkirche wird der Sarg direkt neben Widukinds angebliches Grab postiert. Während des Beisetzungsgottesdienstes schaut das Pferd durch die geöffnete Kirchentür.
Die Trauergeschenke an die Trauernden und Bediensteten des Verstorbenen könnten auf eine Verfügung Widukinds zurückgehen, aus der hervorging, dass an seinem Todestag eine Spende an Hilfsbedürftige ausgegeben werden solle. In jedem Falle nehmen die Sattelmeier an der alljährlichen Wittekindspende teil, die diese Begebenheit während des Timpkenfests aufgreift.
Die oben beschriebene Begräbniszeremonie scheint relativ jungen Ursprungs zu sein. Bei einer Beschreibung aus dem Jahre 1830 ist die Zeremonie deutlich einfacher gehalten. Hermann Hartwig geht von einer Ausschmückung der Begräbnisse beim Aufstieg der Engerschen Sattelmeier in eine Art Bauernadel im 19. Jahrhundert aus, bei der Bräuche aus Adelskreisen aufgegriffen wurden.